# Leslie Browne
Leslie Browne, nata Lesley Sue Brown (Phoenix, 29 giugno 1957), è una ballerina e attrice statunitense.

## Biografia
Leslie Browne è nata a New York nel 1957, figlia dei ballerini Kelly Kingman Brown e Isabel Mirrow; Nora Kaye ed Herbert Ross sono stati rispettivamente la sua madrina e il suo padrino. Ha iniziato a studiare danza alla scuola del padre all'età di sette anni e, dopo essersi perfezionata alla School of American Ballet, è stata scritturata dal New York City Ballet. Nel 1976 si è unita all'American Ballet Theatre in veste di solista.
Nel 1977 Herbert Ross ha diretto il film Due vite, una svolta, incentrato sull'amicizia tra Nora Kaye e Isabel Mirrow, la madre di Browne. Gelsey Kirkland era stata scelta per il ruolo di Emma Rodgers (cioè la versione "romanzata" di Leslie Browne, in quanto figlia del personaggio ispirato ad Isabel Mirrow), ma la ballerina abbandonò il progetto a causa dei suoi problemi di tossicodipendenza. Ross chiese quindi alla figlioccia di interpretare la parte e Browne, che aveva studiato recitazione all'HB Studio, è stata candidata al Golden Globe e all'Oscar alla miglior attrice non protagonista per la sua interpretazione. Nonostante la candidatura all'Oscar, la principale carriera di Browne è rimasta quella di ballerina classica e dopo Due vite, una svolta ha recitato soltanto in altri due film, Nijinsky e Giselle, entrambi diretti dal suo padrino.
Dopo la breve parentesi cinematografica è tornata a danzare per l'American Ballet Theatre, di cui è diventata prima ballerina nel 1986 dopo aver danzato nella prima newyorchese del Romeo e Giulietta di Kenneth MacMillan. Il suo vasto repertorio con la compagnia annoverava molti dei maggiori ruoli femminili coreografati da Antony Tudor, tra cui Caroline in Jardin aux Lilas, Hagar in Pillar of Fire e ruoli da protagonista in Dark Elegies, Dim Lustre e The Leaves are Fading. Inoltre ha danzato nei ruoli di Myrta e Giselle in Giselle, Odette e Odile ne Il lago dei cigni, Kitri in Don Chisciotte, Gamzatti ne La Bayadère, Clara ne Lo schiaccianoci e diverse parti di spicco nei balletti di George Balanchine. Ha continuato a danzare nella compagnia fino all'addio al balletto nel 1993 e successivamente ha recitato brevemente a Broadway nel musical The Red Shoes.

## Filmografia

### Cinema
- Due vite, una svolta (The Turning Point), regia di Herbert Ross (1977)
- Nijinsky, regia di Herbert Ross (1980)
- Giselle (Dancers), regia di Herbert Ross (1987)

### Televisione
- Happy Days - serie TV, episodio 5x24 (1978)

## Riconoscimenti
- Premio Oscar
  - 1978 - Candidatura alla migliore attrice non protagonista per Due vite, una svolta
- Golden Globe
  - 1978 - Candidatura alla migliore attrice non protagonista per Due vite, una svolta

## Doppiatrici italiane
- Micaela Esdra in Due vite, una svolta